# Ławryn Drewiński
Ławryn (Wawrzyniec) Drewiński (Drzewiński) herbu Korczak (ur. w 1568 roku – zm. w 1640 roku) – cześnik wołyński w latach 1606-1640, dworzanin królewski. Był wyznawcą prawosławia.
Poseł na sejm nadzwyczajny 1613 roku, sejm 1615 roku, sejm 1616 roku, sejm 1618 roku, sejm 1620 roku, sejm 1621 roku, sejm 1623 roku, sejm 1624 roku, sejm zwyczajny 1626 roku, sejm 1627 roku, sejm zwyczajny 1629 roku, sejm zwyczajny 1629 roku, sejm nadzwyczajny 1632 roku i sejm konwokacyjny 1632 roku z województwa wołyńskiego. Był członkiem konfederacji generalnej zawiązanej 16 lipca 1632 roku.
Zawzięty przeciwnik unii religijnej, poseł na sejm, gdzie w listopadzie 1620 r. wygłosił mowę w obronie prawosławia.